# Teodote
Teodote (h. 780 - después de 797) fue la segunda emperatriz consorte de Constantino VI del Imperio bizantino.

## Familia
Teodote era miembro de una familia distinguida de Constantinopla. Su hermano Sergio era mencionado como un hypatos. Su madre Ana era una hermana de Teoctiste y su hermano Platón de Sakkudion. Por lo tanto, era prima carnal de Teodoro el Estudita, hijo de Teoctiste.

## Matrimonio
Para el año 794, Teodote servía como dama de honor (en griego: κουβικουλαρíα) de la emperatriz Irene. Irene era la viuda de León IV el Jázaro y madre de su heredero Constantino VI. Irene había actuado de regente desde 780 hasta 790 y aún conservaba el título de emperatriz.
Constantino estaba casado con María de Amnia y la pareja imperial tenía dos hijas Eufrósine y una Irene menor. Sin embargo, según la crónica de Teófanes el Confesor, Constantino se había vuelto contra su mujer en algún momento. Teófanes atribuyó el deterioro del matrimonio a las maquinaciones de Irene. La falta de un heredero varón después de seis años de matrimonio pudo haber sido también una de las razones. Sea cual fuera la razón, Constantino tomó a Teodote como amante real.
En enero de 795, Constantino se divorció de María. Esta y sus dos hijas fueron enviadas a un convento en la isla de Prinkipo. En agosto de 795, Teodote fue oficialmente comprometida con el emperador y proclamada Augusta. María nunca había recibido el título. En septiembre de 795, Teodote y Constantino se casaron en el palacio que recibió su nombre por san Mamés de Cesarea. Teodote se había convertido en emperatriz consorte a los ocho meses del traslado de su predecesora.

## Emperatriz
La legalidad del matrimonio suscitó una controversial religiosa al menos desde que el compromiso fue anunciado. El divorcio inicial había sido desaprobado en círculos de la Iglesia ortodoxa. El volverse a casar mientras María todavía vivía se veía como un intento de legalizar el adulterio.
Incluso los defensores del emperador se mantenían a distancia. Las ceremonias del matrimonio imperial se interpretaron típicamente por el Patriarca ecuménico de Constantinopla. El patriarca de entonces, Tarasio, había consentido a desgana al divorcio y al segundo matrimonio. Pero rechazó oficiarlo él mismo. El matrimonio se celebró por un tal José, un sacerdote de Hagia Sofía.
En el así llamado «cisma moiceo» (del en griego: μοιχóς), "adúltero"), su tío Platón y su primo Teodoro, respectivamente el recientemente retirado abad del monasterio de Sakkudion y su sucesor, iniciaron protestas contra el matrimonio y pidieron la excomunión de José y de todo el mundo que hubiera recibido la comunión de él. Incluían implícitamente al emperador y su corte. Parecen haberse hecho eco del sentimiento de gran parte del entorno monástico de su época.
Constantino y Teodote parecen haber intentado una reconciliación pacífica con sus detractores durante los primeros dos años de su matrimonio. Sin embargo, todas sus ofertas fueron rechazadas y al final Constantino perdió la paciencia. A principios del año 797, tropas imperiales fueron enviadas al monasterio de Sakkudion, y la comunidad fue disuelta. Teodoro fue azotado y, junto con otros diez monjes, exiliado a Tesalónica, mientras que Platón fue encarcelado en Constantinopla. Para entonces, parece que Constantino había perdido todo el apoyo significativo de la facción iconódula. Los desplazados iconoclastas estaban ya en contra de Irene y su hijo desde la restauración de los iconos decidida en el Segundo concilio de Nicea (787). 
Irene estaba mientras tanto organizando una poderosa conspiración contra su hijo. La pérdida de apoyo de Constantino sin duda alguna ayudó a sus esfuerzos a la hora de encontrar defensores tanto en la corte como en la Iglesia. Constantino fue depuesto y cegado en agosto de 797. Su madre le sucedió.

## Retiro
Se le permitió a Teodote retirarse a un palacio privado junto con su esposo cegado. Hay relatos contradictorios sobre cuánto vivió él después de su deposición. Van desde diez días a diez años. La residencia fue convertida en un monasterio mientras Teodote todavía vivía.
Simón Metafraste identificó esta nueva institución monástica con el "monasterio de Isidoro", que recibió su nombre del patricio que se supone que construyó el palacio. Este Isidoro supuestamente había dejado Roma con Olibrio después del Saqueo de Roma por Genserico en 455. Jorge el Monje narra que unas pocas décadas más tarde Teófilo (reinó 829-842) convirtió el edificio original en una residencia y transfirió a las monjas a una nueva residencia. Si Teodote aún estaba o no entre ellas es algo que no se dice.

## Hijos
Teodote y Constantino VI tuvieron que se sepa dos hijos:
- León (7 de octubre de 796 - 1 de mayo de 797). Teófanes señala sus fechas de nacimiento y muerte.
- Un hijo de nombre desconocido, nacido tras la deposición de su padre. Mencionado en la correspondencia de Teodoro el Estudita. Su destino se desconoce.